# Aunelle
Die Aunelle ist ein Fluss in Frankreich, der im Département Nord in der Region Hauts-de-France verläuft. Sie entspringt unter dem Namen Ruisseau du Bois d’Erpion im nördlichen Gemeindegebiet von Locquignol, im Waldgebiet Forêt Domaniale de Mormal, der zum Regionalen Naturpark Avesnois gehört. Sie entwässert anfangs Richtung Nordwest, später nach Nord und mündet nach rund 27 Kilometern im Gemeindegebiet von Crespin als linker Nebenfluss in den Hogneau. Auf den letzten fünf Kilometern bildet die Aunelle die Staatsgrenze zwischen Frankreich und Belgien.

## Orte am Fluss
(Reihenfolge in Fließrichtung)
- Gommegnies
- Frasnoy
- Preux-au-Sart
- Wargnies-le-Petit
- Wargnies-le-Grand
- Jenlain
- Sebourg
- Rombies-et-Marchipont
- Quiévrechain
- Crespin

## Sehenswürdigkeiten
- Moulin de la Vallée, Wassermühle aus dem 18. Jahrhundert am Fluss, bei Rombies-et-Marchipont – Monument historique[4]